# Atlee
Arun Kumar (Thiruparankundram, Madurai, 21 de septiembre de 1986), conocido como Atlee, es un director de cine, guionista y productor indio mejor conocido por su trabajo en cine tamil.  Inicialmente trabajó como asistente de dirección con S. Shankar en las películas Enthiran (2010) y Nanban (2012). Debutó como director con la película Raja Rani (2013), producida por Fox Star Studios, por la que recibió el premio Vijay Award como Mejor Director Debut y el premio Tamil Nadu State al mejor guionista de diálogos.
Dirigió las películas Theri (2016), Mersal (2017) y Bigil (2019), todas protagonizadas por Vijay, todas las cuales tuvieron éxito comercial en taquilla y ganaron varios elogios. Luego dirigió Jawan (2023) en hindi, protagonizada por Shah Rukh Khan, que surgió como su estreno más taquillero.

## Carrera
Atlee comenzó su carrera a los 19 años, como asistente de dirección del director S. Shankar para las películas Enthiran (2010) y Nanban (2012), una nueva versión de la película hindi 3 Idiots. Su cortometraje, Mugaputhagam (2011), recibió una respuesta masiva del público y de varias plataformas de medios. En 2013, Atlee hizo su debut como director con Raja Rani, una comedia romántica producida por AR Murugadoss, Fox Star Studios y Next Big Films. Fue protagonizada por Arya, Jai, Nayanthara, Nazriya Nazim y Sathyaraj. Obtuvo más de 50 millones de rupias en taquilla y le valió el premio al Mejor Director Debut en los Premios Vijay.
Tras el éxito de Raja Rani, Atlee dirigió su siguiente película, Theri (2016), un emotivo thriller de acción, producido por Kalaipuli S. Thanu, protagonizado por Vijay, Samantha y Amy Jackson en los papeles principales. Recibió críticas mixtas de los críticos que elogiaron las actuaciones del elenco, la banda sonora, la partitura, la cinematografía, el diseño de producción y las secuencias de acción. Con una recaudación de más de 156 millones de rupias en taquilla, surgió como un gran éxito comercial y se convirtió en el segundo tamil más taquillero de 2016
En 2017, Atlee pasó a dirigir Mersal, un thriller de acción, producido por Thenandal Studio Limited. Nuevamente protagonizada por Vijay, también tuvo a Nithya Menen, Kajal Aggarwal, Samantha Ruth Prabhu, SJ Surya, Sathyaraj, Vadivelu, Hareesh Peradi y Kovai Sarala en papeles secundarios fundamentales. Fue un éxito comercial, convirtiéndose en una de las películas más taquilleras del cine tamil, recaudando más de 250 millones de rupias en todo el mundo. La película recibió varios elogios. La película fue estrenada el 6 de diciembre de 2018 en China por HGC Entertainment. Debido a la demanda, la película se proyectó en el cine más grande de Europa, Grand Rex, Francia. La película se proyectó en el Festival Internacional de Cine de Hainan en Hainan, China y en el Festival Internacional de Cine Fantástico de Bucheon en Corea del Sur.
Atlee dirigió su próxima película, Bigil (2019), un drama de acción deportiva, producido por AGS Entertainment. Se reunió por tercera y segunda vez con Vijay y Nayanthara, respectivamente. También estuvo protagonizada por Jackie Shroff, Vivek y Kathir en otros papeles destacados. La música fue compuesta por AR Rahman. Tras su lanzamiento, recibió críticas mixtas a positivas y emergió como la película tamil más taquillera de 2019, recaudando 310 millones de rupias tras su lanzamiento. También se convirtió en una de las películas tamiles más taquilleras de todos los tiempos y la película más taquillera de la carrera de Vijay.
También incursionó en la producción de películas. En 2017, Atlee y su esposa, Priya Atlee, fundaron su propia productora, A for Apple Productions. Produjeron conjuntamente su primera película con Fox Star Studios, Sangili Bungili Kadhava Thorae, una comedia de terror, escrita y dirigida por Ike. Estaba protagonizada por Jiiva, Sri Divya y Soori en los papeles principales.
En 2020, Atlee y Priya produjeron su segunda película, Andhaghaaram, un thriller de terror sobrenatural, escrito y dirigido por V. Vignarajan. Fue producido por Priya Atlee, junto con Sudhan Sundaram y Jayaram, bajo su lema, Passion Studio y O2 Pictures de K. Poornachandra. Estaba protagonizada por Arjun Das, Vinoth Kishan y Kumar Natarajan en los papeles principales junto con Pooja Ramachandran y Misha Ghoshal en papeles secundarios. Se lanzó directamente en Netflix para transmisión el 24 de noviembre de 2020.
Atlee hizo su debut en el cine hindi con Jawan, protagonizada por Shah Rukh Khan, Nayanthara, Vijay Sethupathi, Priyamani, Sanya Malhotra, Ridhi Dogra, entre otros. Deepika Padukone y Sanjay Dutt hicieron una aparición especial y un cameo, respectivamente, en la película. Fue producido por la esposa de Khan, Gauri Khan, y Gaurav Verma, bajo Red Chillies Entertainment. La música fue compuesta por Anirudh Ravichander. Se lanzó el 7 de septiembre de 2023 con críticas generalmente positivas tanto de los críticos como de la audiencia. Estableció el récord para una película hindi que recaudó 75 millones de rupias (9,4 millones de dólares estadounidenses) el día de su estreno. Recaudó ₹ 520,79 millones de rupias en todo el mundo en su primer fin de semana.

## Crítica
Las películas de Atlee, aunque tienen un gran éxito comercial, han sido criticadas por tener historias demasiado familiares que han sido hechas hasta la muerte, a partir de la década de 1980 del cine tamil. Raja Rani fue descrita como una versión mejorada de Mouna Ragam (1986), mientras que Theri fue descrita como una versión mejorada de Chatriyan (1990). Mersal se inspiró en Apoorva Sagodharargal (1989). Bigil fue descrito como "Chak De! India (2007) con esteroides".

## Vida personal
Atlee se casó con la actriz Krishna Priya el 9 de noviembre de 2014. Tiene un hijo que nació el 31 de enero de 2023.

### Colaboraciones recurrentes
El editor Ruben, el director de arte T. Muthuraj y el actor Sai Dheena también han trabajado en cinco películas. Shobi y Yogi Babu han trabajado en cuatro de sus películas. Sólo se enumeran las personas que han trabajado en tres o más películas. Esta lista sólo se refiere a las películas como director de Atlee.